# Партија бразилског демократског покрета
Партија бразилског демократског покрета (порт. Partido do Movimento Democrático Brasileiro, PMDB) је политичка партија у Бразилу. Базира се на политици Великог шатора; обухвата политичаре од конзервативаца, преко социјалних либерала и популиста до националиста.
Основана је 1965. године под именом Бразилски демократски покрет (порт. Movimento Democrático Brasileiro, MDB). То је било време доласка на власт десничарске војне хунте која је правно устоличила двопартијски систем. Док је АРЕНА окупљала заговорнике хунте, опозиција је била окупљена у МДБ-у. Партија је од 1981. регистрирана под данашњим именом.
Тренутно је друга највећа партија у заступничком дому Бразила, са 79 од 513 заступничких места.